# 觀音橋鄉
觀音橋鄉（觀音橋公社），是中華人民共和國四川省鄰水縣下轄的一個鄉鎮級行政單位。

## 沿革[1]
1981年12月，為了在一個地區內公社不重名，達縣地區行署改觀音人民公社管委會為觀音橋人民公社管委會。1984年1月，根據中共中央體制改革要求，縣委又決定撤銷觀音橋人民公社管委會。建立觀音橋鄉人民政府。